# August Vörding
August Bernard Vörding (Eggerode, 20 december 1901 – Hengelo (Overijssel), 10 december 1973) was een Nederlands musicus van Duitse komaf. Hij werd in 1939 genaturaliseerd.
Hij trouwde rond 1950 getrouwd met Margaretha Johanna (Greet) Hoefnagels (1907-1987).
Hij kreeg zijn muziekopleiding aan de "Kirchen-Musikalische-Hochschule" in Münster alwaar hij ook al drie kerkorgels bespeelde. Privélessen volgde hij ook bij de dirigent van het domkoor aldaar W. Lilie  (kerkmuziek, koordirectie, contrapunt en piano). Verdere studie zat er niet in tijdens de crisisjaren na de Eerste Wereldoorlog; hij werd organist te Gronau. Ook dat was geen vetpot, dus hij ging les geven net over de Nederlandse grens in Enschede. Daar zagen koorleden van de Sint-Lambertusbasiliek in Hengelo hem en hij werd aangesteld tot hun dirigent. Hij zou er tussen 1923 en 1949 organist zijn. Hij bleef er echter tot 1966 werken als dirigent van het kerkkoor (hij moest vanwege gezondheidsklachten de baan neerleggen). Voor dat koor probeerde hij de muziek van Josquin des Prez en Guillaume Dufay te doorgronden. Onder zijn bewind groeide genoemd kerkkoor tot 150 mannen. In en om Hengelo stond hij voor een hele reeks koren, waaronder "Twents Kamerkoor", "Koninklijk Hengelo's Mannenkoor" en "Hengelo's Vrouwenkoor". Het beperkte zich, gezien zijn liefde voor Des Prez en Dufay niet alleen tot muziek uit die periode, ook de modernen zoals Bela Bartók en Paul Hindemith (Requiem) kwamen aan bod. De algemene vooruitgang had tot gevolg dat het muzikaal leven in Twente zich ontwikkelde, zeker in samenwerking met Klaas de Rook (oprichting Overijssels Philharmonisch Orkest) en Kees van Baaren.
Hij had zitting in bijvoorbeeld de Koninklijk Nederlands Zangers Verbond en de "Katholieke Dirigenten en Organisten Vereniging". Hij gaf muzieklessen in en om Hengelo, bijvoorbeeld het Lyceum De Grundel en het Twickel-College (1966-1969). 
Hij schreef ook een aantal werk, meest kerkmuziek zoals missen, motetten en orgelstukken. Van de Gemeente Amsterdam kreeg hij een opdracht hetgeen Domine, noli me arguere (Psalm voor vier tot zes stemmen) voor a capellamannenkoor opleverde. Vanuit de regering kreeg hij meerdere opdrachten voor werken; het resulteerde in Ballade van de Fiets en De sneeuwpop van het Leidse Plein, Die laatste kreeg een première in Eindhoven. Hij overleed plotseling; in juni 1973 voltooide hij nog een mis voor het Sint Piechelmuskoor en dirigent Frans Oude Sogtoen.
Voor zijn werkzaamheden werd hij in 1960 benoemd tot ridder in de Orde van Oranje-Nassau en in 1963 tot ridder in de Orde van de Heilige Gregorius de Grote. Hij werd begraven op de Rooms-Katholieke Begraafplaats aan de Deurningerstraat. Hengelo kent een August Vördingstraat.
- International Standard Name Identifier: 0000 0000 5155 7002
- Library of Congress Control Number: no2008124266
- Nederlandse Thesaurus van Auteursnamen: 311446930
- Virtual International Authority File: 46582480